# Олимпийский комитет Ливии
Олимпийский комитет Ливии (араб. اللجنة الاولمبية من ليبي‎) — организация, представляющая Ливию в международном Олимпийском движении. Основана в 1962 году и официально зарегистрирована МОК в 1963 году.
Штаб-квартира расположена в городе Триполи. Является членом МОК, ассоциации национальных олимпийских комитетов Африки и других международных спортивных организаций.

## Участие в Олимпийских играх
Ливия участвовала в девяти Олимпийских играх:
- 1964 в Токио
- 1968 в Мехико
- 1980 в Москве
- 1988 в Сеуле
- 1992 в Барселоне
- 1996 в Атланте
- 2000 в Сиднее
- 2004 в Афинах
- 2008 в Пекине